# Solanum dimorphandrum
Solanum dimorphandrum är en potatisväxtart som beskrevs av Sandra Diane Knapp. Solanum dimorphandrum ingår i släktet skattor som ingår i familjen potatisväxter. Inga underarter finns listade i Catalogue of Life.